# 노원호
노원호(盧源浩, 1946년 6월 28일~)는 대한민국의 시인이자 아동문학가이다. 본관은 광주이며, 호는 운계(雲谿)이다.

## 생애
1974년 매일신문 신춘문예에 동시가, 1975년 조선일보 신춘문예 동시가 당선되어 데뷔하였다. 초등학교 국어 교과서에 「바람과 풀꽃」「눈치 챈 바람」「어느 날 오후」「바다에 피는 꽃」「놀이터」등 이 실렸다.

## 학력
- 능인고등학교
- 대구교육대학교
- 한국외국어대학교 교육대학원

## 생애
- 1975년 새싹문학상
- 1987년 한국동시문학상
- 1986년 대한민국문학상
- 1993년 세종아동문학상
- 2001년 제1회 은하수동시문학상 대상
- 이주홍아동문학상
- 방정환 문학상
- 신일스승상
- 녹조근정훈장 수훈
- 2014년 제25회 대한민국동요대상
- 2014년 제46회 소천아동문학상

## 경력
- 1979년~1981년 조선일보사 소년조선일보 기자
- 1988년~1991년 한국현대아동문학가 협회 상임 이사
- 1995년~1997년 한국아동문학인협회 부회장
- 1996년~1998년 한국 글짓기 지도회 부회장
- 1995년~ 한국아동문학학회 이사
- 교육부 국어교과서 집필 및 심의 위원
- 한국동요작사작곡가협회장
- 2004년 제2대 한국동시문학회 회장
- 2007년 ~ 現 (사)새싹회 이사장
- 연필시 동인

## 작품
- 1979년도 제 1 동시집 바다에 피는 꽃
- 1983년도 제 2 동시집 고향, 그 고향에
- 1986년도 제 3 동시집 아이가 그린 가을
- 1988년도 제 4 동시집 울릉도 사람들
- 1993년도 제 5 동시집 내 가슴에 초인종 하나 있다면
- 동시집 e-메일이 콩닥콩닥(2005.문원)
- 동시집 꼬무락 꼬무락(2011.푸른책들)
- 동시집 공룡이 되고 싶은 날(2013.청개구리)
- 시집 「그대 가슴은 아직도 따뜻하다」
- 동화집 「다시 태어난 눈사람」 외 5권
- 글짓기 지도서 「어린이 글짓기 공부」,「논설문 쓰는 법」 등 8권